# سومنر تشيلتون باول
سومنر تشيلتون باول (بالإنجليزية: Sumner Chilton Powell)‏ هو مؤرخ أمريكي، ولد في 1924، وتوفي في 1993.